# Arturo Carmona (futbolista)
Arturo Humberto Carmona Rojas (Coquimbo, 28 de septiembre de 1909-Santiago, 4 de diciembre de 1966) fue un futbolista chileno que jugaba de delantero. Fue campeón del fútbol chileno con Magallanes en tres oportunidades consecutivas (1933, 1934 y 1935), y con Colo-Colo en el invicto de 1937. Además, integró la selección chilena en los Campeonatos Sudamericanos de 1935 y 1937.

## Trayectoria
Comenzó en el fútbol en su natal Coquimbo. En 1928 integró el plantel del Thunder que fue a Santiago a jugar contra Colo-Colo. Volvió a la capital como parte de la selección de la Zona Norte.
Comenzó a vestir la camiseta de Magallanes en 1930, y tres años más tarde, en el partido final del primer torneo profesional, marcó uno de los tantos con los que el conjunto albiceleste derrotó 2-1 a Colo-Colo, lo que le permitió a Magallanes coronarse como el primer campeón del fútbol chileno. Carmona estuvo presente también en los títulos de 1934 y 1935, con lo que fue uno de los nueve jugadores que participaron del tricampeonato del club.
Llegó a Colo-Colo en 1937, año en el que el cuadro albo alcanzó el primer campeonato nacional de su historia, de manera invicta. Carmona formó en la delantera del equipo junto a Roberto Luco, Enrique Sorrel, Manuel Arancibia y Tomás Rojas.
Pasó en 1940 a Green Cross, donde terminó su carrera profesional. Una vez retirado siguió vinculado al fútbol formando en el equipo de «Viejos Cracks», y como jugador y entrenador del cuadro amateur Carioca.

## Selección nacional
Arturo Carmona disputó un total de siete partidos internacionales con la selección chilena. El delantero debutó en el Campeonato Sudamericano 1935 de Lima en la derrota por 1-4 ante Argentina. A los ocho minutos de juego Carmona marcó el primer gol de Chile, en lo que fue su único gol internacional. Después de dos derrotas más contra Uruguay y Perú, Chile quedó en el cuarto y último lugar del torneo.
En el Campeonato Sudamericano 1937 de Buenos Aires Carmona jugó cuatro de los cinco partidos del torneo, incluida la primera victoria de la selección chilena frente a su similar de Uruguay. A pesar de esta actuación, Chile solo logró el quinto lugar entre los seis equipos. La derrota por 2-3 contra Paraguay en este torneo fue también el último partido internacional de Carmona.

### Participaciones en el Campeonato Sudamericano
| Torneo                       | Sede      | Resultado    | Partidos | Goles |
| ---------------------------- | --------- | ------------ | -------- | ----- |
| Campeonato Sudamericano 1935 | Perú      | Cuarto lugar | 3        | 1     |
| Campeonato Sudamericano 1937 | Argentina | Quinto lugar | 4        | 0     |
| Total                        | Total     | Total        | 7        | 1     |

## Clubes
| Club        | País  | Año       |
| ----------- | ----- | --------- |
| Magallanes  | Chile | 1930-1936 |
| Colo-Colo   | Chile | 1937-1938 |
| Green Cross | Chile | 1939-1940 |

## Palmarés

### Campeonatos nacionales
| Título                 | Club       | País  | Año  |
| ---------------------- | ---------- | ----- | ---- |
| Primera División       | Magallanes | Chile | 1933 |
| Primera División       | Magallanes | Chile | 1934 |
| Primera División       | Magallanes | Chile | 1935 |
| Primera División       | Colo-Colo  | Chile | 1937 |
| Campeonato Absoluto    | Colo-Colo  | Chile | 1937 |
| Campeonato de Apertura | Colo-Colo  | Chile | 1938 |